# Russische Noorden

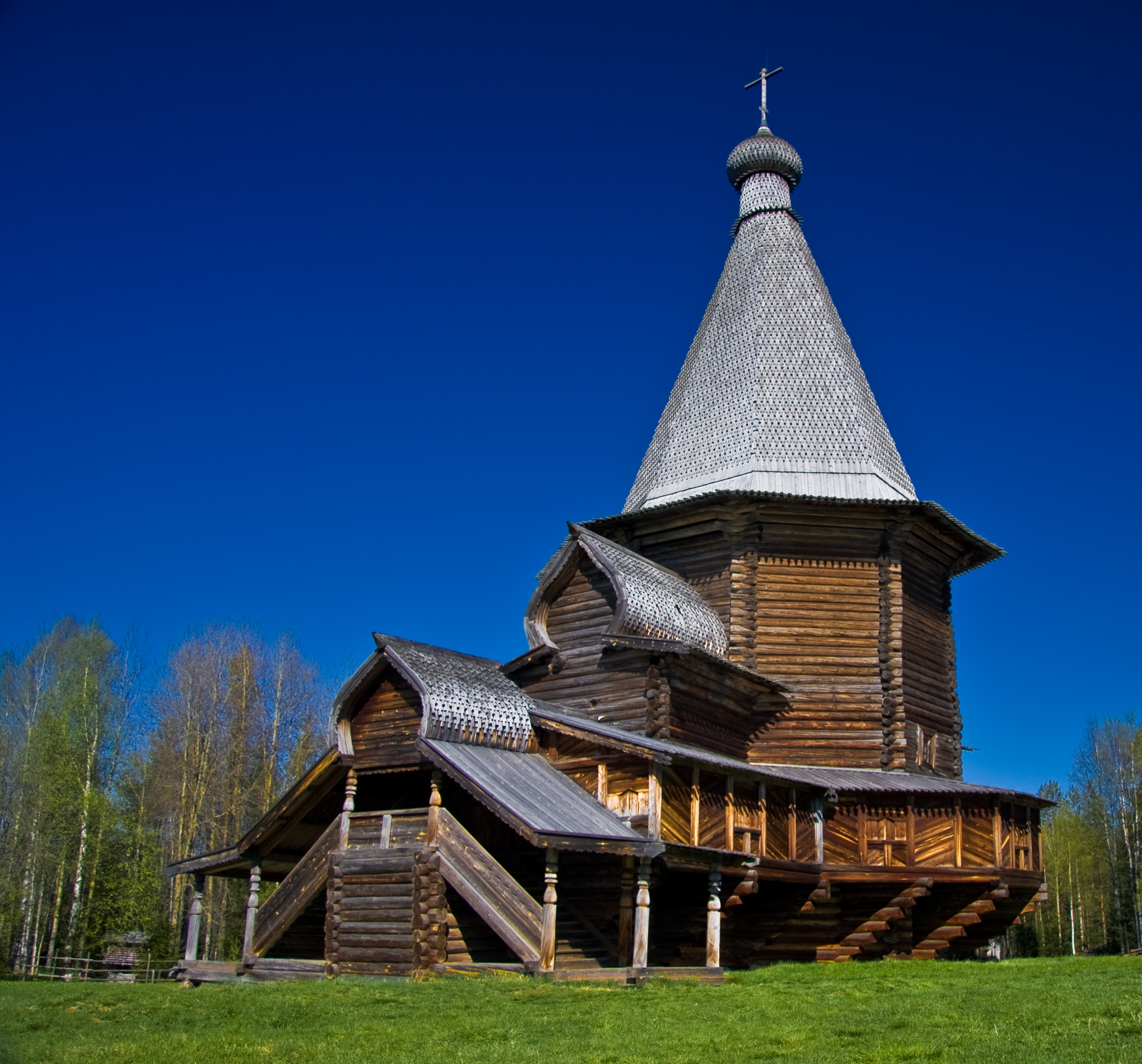
Kerk in openluchtmuseum "Malyje Korely" bij Archangelsk. Deze houtarchitectuur is typerend voor het Russische Noorden. Men werkte geheel zonder spijkers.

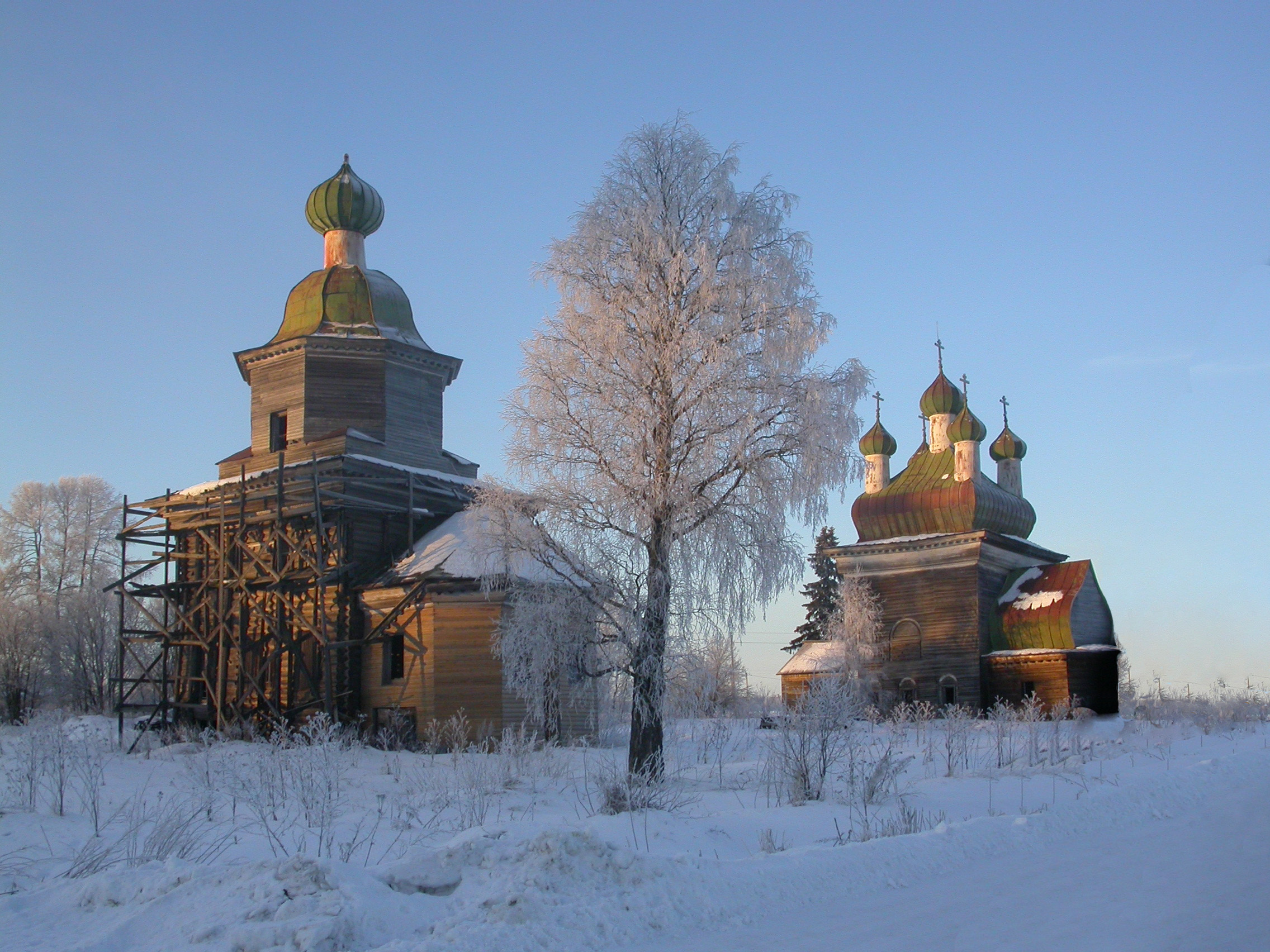
Kerken in Archangelo, district Kargopol in de oblast Archangelsk. Rechts de Aartsengel Michaëlkerk uit 1715 met unieke dakconstructie.

Meisjes uit een dorp aan de Sjeksna bij Kirilov voor een typisch Noord-Russisch houten huis. (Prokoedin-Gorski, ca. 1915.)

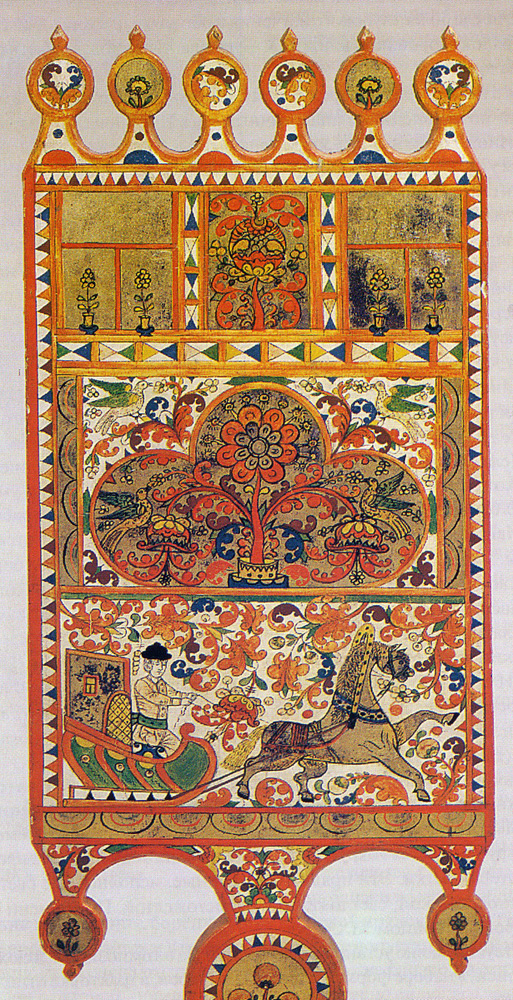
Noord-Russische volkskunst: spinbord, 19e eeuw

Onder de benaming het Russische Noorden worden soms verschillende gebieden in Rusland verstaan. Hierbij valt de definitie die in Rusland zelf gebruikt wordt niet altijd samen met degene die daarbuiten gebruikt wordt.

## Definitie
Het "Russische Noorden" (Russisch: Русский Север; Roesski Sever) is de benaming voor het noordelijk deel van Europees Rusland dat verbonden is met de Russische cultuur (onder andere de Pomoren), waartoe in de eerste plaats de oblast Archangelsk (inclusief Nenetsië) en de oblast Vologda worden gerekend en in ruimere zin soms ook gedeelten van Karelië en de oblast Novgorod.
Met het "Russische Noorden" wordt ook wel het hele noorden van de Russische Federatie (inclusief Noord-Siberië) aangeduid, bijvoorbeeld om te verwijzen naar de leefgebieden van de Noordelijke Siberische volkeren, maar binnen Rusland wordt hier de benaming Hoge Noorden (Krajni Sever), voor gebruikt.

## Severjane en Pomoren
De Russen uit het Noorden, in het Russisch wel Severjáne ("noorderlingen") genoemd, stonden vaak bekend als zwijgzame doorzetters, die hadden leren leven met de harde levensomstandigheden van het Noorden. Dit gold vooral voor de zogenaamde Pomoren. Omdat het hele Russische Noorden gevrijwaard is gebleven van het Tataars-Mongoolse Juk (13e en 14e eeuw) en van de lijfeigenschap, waren de mensen in het Noorden vrij en onafhankelijk en hadden ze een andere psychologie dan de Russische boeren in Midden- en Zuid-Rusland. Ook qua uiterlijk zouden ze meer overeenkomst hebben met Scandinaviërs dan met Russen uit zuidelijker streken. De meerderheid is Russisch-orthodox; een aantal van hen behoort tot de priesterloze oudgelovigen die hier vroeger zeer talrijk waren.

## Cultuur
In het betrekkelijk afgelegen Russische Noorden zijn lange tijd oude Russische tradities, kunstvormen en folklore blijven bestaan die in andere delen van Rusland verloren waren gegaan. Het overgrote deel van alle traditionele Russische toegepaste kunst stamt uit dit gebied. Tot in de jaren zestig van de 20e eeuw werden hier nog zangers van bylina's (Oudrussische heldensagen) aangetroffen. Er zijn veel etnografische en folkloristische expedities geweest naar dit gebied.
Een aparte plaats neemt de traditionele Russische houtarchitectuur in, die in deze geïsoleerde streken lang bewaard is gebleven. Nog altijd zijn er in het Russische Noorden unieke houten kerken en boerenhuizen aan te treffen. Kerken, kapelletjes en ook veel huizen werden gebouwd op een fundament van zwerfkeien waarop een horizontaal frame van houten balken werd geplaatst. De balken werden bij de uiteinden zo bewerkt dat ze in elkaar grepen en elkaar zo op hun plaats hielden; er bestonden meerdere manieren om balkencontructies op hun plaats te houden. Men gebruikte geen spijkers of nagels, omdat men streefde naar het bouwen van flexibele constructies: dit was noodzakelijk omdat het hout uitzette of kromp door de grote temperatuurwisselingen en men wilde voorkomen dat deze schommelingen in temperatuur de bouwconstructie zouden ontwrichten.

## Noord-Russische dialecten
De Noord-Russische dialecten hebben veel archaïsche trekken van het Russisch behouden en hebben als belangrijkste kenmerk het zogenaamde ókanje (оканье - "o zeggen"): de onbeklemtoonde o wordt niet gereduceerd, maar uitgesproken als [o]. De "g" in genitiefvormen van bijvoeglijke naamwoorden die in het moderne Russisch wordt uitgesproken als "w" wordt hier nog als een "g" uitgesproken. Tot ongeveer 1950 weken de Noord-Russische dialecten ook qua lexicon sterk af van het Russisch dat men elders in Rusland sprak. Door de geïsoleerde ligging van veel streken hadden vooral deze dialecten veel archaïsmen behouden.

## Natuur
Het Russische Noorden staat bekend om zijn natuurschoon; het heeft veel pittoreske landschappen en huist meerdere nationale parken. In de oblast Archangelsk ligt het Nationaal park Kenozero, in de oblast Vologda ligt het nationaal park "Roesskij Sever". Het ecotoerisme naar het Russische Noorden komt langzaam op gang.